# Shantou
Shantou (chiń. 汕头; pinyin Shàntóu) – miasto o statusie prefektury miejskiej w południowych Chinach, w prowincji Guangdong, port handlowy i rybacki nad Morzem Południowochińskim. W 2010 roku liczba mieszkańców miasta wynosiła 1 493 452. Prefektura miejska w 1999 roku liczyła 4 489 350 mieszkańców. Od 1981 roku Shantou posiada status specjalnej strefy ekonomicznej, a od 1990 roku strefy wolnego handlu. Ośrodek rzemiosła artystycznego oraz przemysłu zabawkarskiego, odzieżowego, elektronicznego, ceramicznego, włókienniczego i spożywczego. Miasto posiada własny port lotniczy.
Siedziba rzymskokatolickiej diecezja Shantou.

## Historia
Do XIX wieku Shantou było niewielką wioską rybacką należącą do powiatu Chenghai (od 2003 roku dzielnica Shantou). W 1858 roku pobliskie Chaozhou zostało portem traktatowym otwartym na handel zagraniczny. Trzy lata później Shantou również zostało otwarte dla handlu zagranicznego jako port zależny od Chaozhou. Wkrótce nastąpił szybki rozwój nadmorskiej miejscowości, która stała się głównym portem w regionie oraz ważnym ośrodkiem handlu i transportu. W 1906 roku wybudowano linię kolejową łączącą Shantou z Chaozhou, która popadła w ruinę w latach 30., ponieważ ustępowała konkurencyjnością lokalnym środkom transportu wodnego, m.in. dżonkom. W 1922 roku Shantou nawiedził tajfun, który zniszczył port i zabił ok. 50 tys. mieszkańców (wówczas populacja wynosiła 65 tys.). W latach 30. XX wieku na bardzo dużą skalę rozwinął się handel z portami na wybrzeżu, głównie w prowincjach Fujian i Guangdong. Port w Shantou był także jednym z głównych, przez które chińscy emigranci wyjeżdżali do Azji Południowo-Wschodniej. Obliczono, że w latach 1880–1909 przez port Shantou wyemigrowało ok. 2,5 miliona ludzi. W czasie drugiej wojny chińsko-japońskiej (1937–45) port został mocno zniszczony wskutek bombardowań japońskich w 1938 roku. W latach 1939–45 znajdował się pod kontrolą Japończyków. Po 1949 roku dokonano wielu inwestycji w rozwój różnych gałęzi przemysłu. W 1981 roku miasto uzyskało status specjalnej strefy ekonomicznej.

## Miasta partnerskie
- Kishiwada, Japonia (1990)
- Saint John, Kanada (1997)
- Cần Thơ, Wietnam (2005)